# Jules Jaluzot
Jules Jaluzot, né le 5 mai 1834 à Corvol-l'Orgueilleux, près de Clamecy dans la Nièvre, et mort le 21 février 1916 à Paris, est un entrepreneur autodidacte, homme politique et le cofondateur des Magasins du Printemps.

## Biographie
Après ses études secondaires à Clamecy puis à Paris au lycée Bonaparte, Jules Jaluzot, fils de notaire, refuse à 19 ans de rejoindre Saint-Cyr pour entamer une carrière militaire et décide de devenir commerçant.
En novembre 1853, il débute comme calicot, dans une maison de la rue de Cléry, puis dans une fabrique de tissus, chez M. Aubeux. En 1855, il entre à La jeune orpheline, deuils et confections, rue du Bac, puis l’année suivante, c’est Aux Villes de France, rue Vivienne, qu’il poursuit son apprentissage. Enfin, il entre comme second au Bon Marché. Au début de l’année 1864, Jaluzot rencontre parmi ses clientes une étoile, sociétaire de la Comédie-Française, Augustine Figeac, qu’il épouse le 17 février 1864. La mariée apporte une dot considérable d’un montant de 300 000 francs. Jules Jaluzot apporte lui une somme plus modeste, de l’ordre de 60 300 francs or. Grâce à la dot de sa femme, il peut désormais, à 30 ans, fort de son expérience, ouvrir sa propre affaire, le magasin Au Printemps, en 1865.
Au Printemps est le premier grand magasin entièrement éclairé à l'électricité, et dispose de cinq machines à vapeur dans les sous-sols produisant le courant électrique. Jaluzot est connu pour avoir officialisé les soldes, ce qui assure la prospérité de son magasin. De l'époque de Jules Jaluzot subsiste au Printemps Haussmann les façades et rotonde du magasin de 1883, inscrites, à l'exception de la surélévation des années 1960, au titre des monuments historiques.
Jules Jaluzot est un homme d’affaires et un homme politique. Il est élu plusieurs fois à la Chambre en 1889, 1893, 1898 et 1902. Député conservateur, , il rallie le boulangisme, est antidreyfusard et vote contre la loi sur la séparation des Églises et de l’État le 3 juillet 1905. Inscrit au groupe parlementaire des Républicains nationalistes, Il est également maire de sa commune natale, Corvol-l'Orgueilleux.
Il est à la tête de plusieurs organes de presse nationaux : 
- La Presse en 1881.
- La Patrie en 1892.
- La Cocarde, 1892[réf. nécessaire].

Il est aussi un personnage charismatique et mondain, fréquentant les salons de la capitale. De 1894 à 1905, il est le propriétaire du château de Poussignol, dans le Morvan, où il réside en villégiature. En 1905, il abandonne la direction des magasins du Printemps à la suite du « krach Jaluzot », une spéculation sur les sucres qui tourna mal.
Il est inhumé à Corvol-l'Orgueilleux.